# رود باریش
رود باریش (انگلیسی: Barysh) یک رودخانه در استان اولیانوفسک کشور روسیه است.